# Per-Olov Löwdin
Per-Olov Löwdin (Uppsala, 28 de outubro de 1916 — Uppsala, 6 de outubro de 2000) foi um físico sueco. Foi professor da Universidade de Uppsala, de 1960 a 1983, e em paralelo da Universidade da Flórida, até 1993.

## Publicações
- «Lorentz-Transformationen och den Kinematiska Relativitetsprincipen». Elementa. 22: 161–169. 1939
- «A quantum mechanical calculation of the cohesive energy, the interionic distance, and the elastic constants of some crystals». Arkiv Mat. Astr. Fysik. 35A: 1–10. 1947
- «A quantum mechanical calculation of the cohesive energy, the interionic distance, and the elastic constants of some ionic crystals. II. The elastic constants c12 and c44». Arkiv Mat. Astr. Fysik. 30: 1–18. 1948
- Löwdin, Per-Olov (1950). «On the non-orthogonality problem connected with the use of atomic wave functions in the theory of molecules and crystals». The Journal of Chemical Physics. 18 (3): 365. Bibcode:1950JChPh..18..365L. doi:10.1063/1.1747632 Bibcode: 1950JChPh..18..365L
- «On the calculation of certain integrals occurring in the theory of molecules, especially three-center and four-center integrals». Arkiv Fysik. 3: 147–154. 1951
- «A note on the numerical calculation of asymptotic phases with a numeric study of Hulthen's variational principle». Arkiv Fysik. 3: 155–166. 1951
- Löwdin, Per-Olov (1951). «Calculation of Electric Dipole Moments of some Heterocyclics». The Journal of Chemical Physics. 19 (10): 1323. Bibcode:1951JChPh..19.1323L. doi:10.1063/1.1748043 Bibcode: 1951JChPh..19.1323L
- Löwdin, Per-Olov (1951). «A note on the quantum-mechanical perturbation theory». The Journal of Chemical Physics. 19 (11): 1396. Bibcode:1951JChPh..19.1396L. doi:10.1063/1.1748067 Bibcode: 1951JChPh..19.1396L
- Löwdin, Per-Olov (1951). «On the quantum-mechanical calculation of the cohesive energy of molecules and crystals. Part I. A general energy formula for the ground state». The Journal of Chemical Physics. 19 (12): 1570. Bibcode:1951JChPh..19.1570L. doi:10.1063/1.1748125 Bibcode: 1951JChPh..19.1570L
- Löwdin, Per-Olov (1951). «On the quantum-mechanical calculation of the cohesive energy of molecules and crystals. Part II. Treatment of the alkali metals with numerical applications to sodium». The Journal of Chemical Physics. 19 (12): 1579. Bibcode:1951JChPh..19.1579L. doi:10.1063/1.1748126 Bibcode: 1951JChPh..19.1579L
- Löwdin, Per-Olov (1953). «Studies of atomic self-consistent Fields. I. Calculation of Slater functions». Physical Review. 90 (1): 120–125. Bibcode:1953PhRv...90..120L. doi:10.1103/PhysRev.90.120 Bibcode: 1953PhRv...90..120L
- Löwdin, Per-Olov (1953). «Approximate formulas for many-center integrals in the theory of molecules and crystals». The Journal of Chemical Physics. 21 (2): 374. Bibcode:1953JChPh..21..374L. doi:10.1063/1.1698901 Bibcode: 1953JChPh..21..374L
- Löwdin, Per-Olov (1953). «On the molecular-orbital theory of conjugated organic compounds with application to the perturbed benzene ring». The Journal of Chemical Physics. 21 (3). 496 páginas. Bibcode:1953JChPh..21..496L. doi:10.1063/1.1698934 Bibcode: 1953JChPh..21..496L
- Löwdin, Per-Olov (1954). «Studies of atomic self-consistent fields. II. Interpolation problems». Physical Review. 94 (6): 1600–1609. Bibcode:1954PhRv...94.1600L. doi:10.1103/PhysRev.94.1600 Bibcode: 1954PhRv...94.1600L
- Löwdin, Per-Olov (1955). «Quantum theory of many-particle systems. I. Physical interpretations by means of density matrices, natural spin-orbitals, and convergence problems in the method of configurational interaction». Physical Review. 97 (6): 1474–1489. Bibcode:1955PhRv...97.1474L. doi:10.1103/PhysRev.97.1474 Bibcode: 1955PhRv...97.1474L
- Löwdin, Per-Olov (1955). «Quantum theory of many-particle systems. II. Study of ordinary Hartree-Fock approximation». Physical Review. 97 (6): 1490–1508. Bibcode:1955PhRv...97.1490L. doi:10.1103/PhysRev.97.1490 Bibcode: 1955PhRv...97.1490L
- Löwdin, Per-Olov (1955). «Quantum theory of many-particle systems. III. Extension of the Hartree-Fock scheme to include degenerate systems and correlation effects». Physical Review. 97 (6): 1509–1520. Bibcode:1955PhRv...97.1509L. doi:10.1103/PhysRev.97.1509 Bibcode: 1955PhRv...97.1509L
- Löwdin, Per-Olov (1955). «The historical development of the electron correlation problem». International Journal of Quantum Chemistry. 55 (2): 77–102. doi:10.1002/qua.560550203 Bibcode: 1955IJQC...55...77L
- Shull, Harrison; Löwdin, Per-Olov (1955). «Natural spin orbitals for helium». The Journal of Chemical Physics. 23 (8): 1565. Bibcode:1955JChPh..23.1565S. doi:10.1063/1.1742383 Bibcode: 1955JChPh..23.1565S
- Löwdin, Per-Olov (1956). «Quantum theory of cohesive properties of solids». Advances in Physics. 5 (17): 1. Bibcode:1956AdPhy...5....1L. doi:10.1080/00018735600101155 Bibcode: 1956AdPhy...5....1L
- Löwdin, Per-Olov; Shull, Harrison (1956). «Natural orbitals in the quantum theory of two-electron systems». Physical Review. 101 (6): 1730–1739. Bibcode:1956PhRv..101.1730L. doi:10.1103/PhysRev.101.1730 Bibcode: 1956PhRv..101.1730L
- Löwdin, Per-Olov; Appel, Klaus (1956). «Studies of atomic self-consistent fields. Analytics wave functions for the argon-like ions and for the first row of the transition metals». Physical Review. 103 (6): 1746–1755. Bibcode:1956PhRv..103.1746L. doi:10.1103/PhysRev.103.1746 Bibcode: 1956PhRv..103.1746L
- Shull, Harrison; Löwdin, Per-Olov (1956). «Correlation splitting in helium-like ions». The Journal of Chemical Physics. 25 (5): 1035. Bibcode:1956JChPh..25.1035S. doi:10.1063/1.1743093 Bibcode: 1956JChPh..25.1035S
- Löwdin, Per-Olov (1957). «Present situation in Quantum Chemistry». The Journal of Physical Chemistry. 61 (1): 55–68. doi:10.1021/j150547a012 Bibcode: 1957JPhCh..61...55L
- Löwdin, Per-Olov (1958). Colloq. Intern. Centre Natl. Recherche Sci. (Paris). 82: 23
- Shull, Harrison; Löwdin, Per-Olov (1958). «Variation theorem for excited states». Physical Review. 110 (6): 1466–1467. Bibcode:1958PhRv..110.1466S. doi:10.1103/PhysRev.110.1466 Bibcode: 1958PhRv..110.1466S
- Löwdin, Per-Olov; Rèdei, Lajos (1959). «Combined use of the methods of superposition of configurations and correlation factor on the ground states of helium-like ions». Physical Review. 114 (3): 752–757. Bibcode:1959PhRv..114..752L. doi:10.1103/PhysRev.114.752 Bibcode: 1959PhRv..114..752L
- Löwdin, Per-Olov (1959). «Scaling problem, virial theorem, and connected relations in quantum mechanics». Journal of Molecular Spectroscopy. 3 (1–6): 46–66. Bibcode:1959JMoSp...3...46L. doi:10.1016/0022-2852(59)90006-2 Bibcode: 1959JMoSp...3...46L
- Shull, Harrison; Löwdin, Per-Olov (1959). «Superposition of configurations and natural spin orbitals. Applications to the He problem». The Journal of Chemical Physics. 30 (3): 617. Bibcode:1959JChPh..30..617S. doi:10.1063/1.1730019 Bibcode: 1959JChPh..30..617S
- Löwdin, Per-Olov (1960). «Quantum Theory of electronic structure of molecules». Ann. Rev. Phys. Chem. 11 (1): 107–132. Bibcode:1960ARPC...11..107L. doi:10.1146/annurev.pc.11.100160.000543 Bibcode: 1960ARPC...11..107L
- Löwdin, Per-Olov (1960). «Expansion theorems for the total wave function and extended Hartree-Fock Schemes». Reviews of Modern Physics. 32 (2): 328–334. Bibcode:1960RvMP...32..328L. doi:10.1103/RevModPhys.32.328 Bibcode: 1960RvMP...32..328L
- Löwdin, Per-Olov (1961). «Note on the separability theorem for electron pairs». The Journal of Chemical Physics. 35 (1): 78. Bibcode:1961JChPh..35...78L. doi:10.1063/1.1731935 Bibcode: 1961JChPh..35...78L
- Löwdin, Per-Olov (1962). «Studies in perturbation theory. IV. Solution of eigenvalue problem by projection operator formalism». Journal Mathematical Physics. 3 (5): 969. Bibcode:1962JMP.....3..969L. doi:10.1063/1.1724312 Bibcode: 1962JMP.....3..969L
- Löwdin, Per-Olov (1962). «Studies in perturbation theory. V. Some aspects on the exact self-consistent field theory». Journal Mathematical Physics. 3 (6): 1171. Bibcode:1962JMP.....3.1171L. doi:10.1063/1.1703860 Bibcode: 1962JMP.....3.1171L
- Löwdin, Per-Olov (1962). «Band theory, valence bond, and tight-binding calculations». Journal of Applied Physics. 33 (1): 251. Bibcode:1962JAP....33..251L. doi:10.1063/1.1777106 Bibcode: 1962JAP....33..251L
- Löwdin, Per-Olov (1962). «Exchange, corrleation, and spin effects in molecular and solid-state theory». Reviews of Modern Physics. 34 (1): 80–87. Bibcode:1962RvMP...34...80L. doi:10.1103/RevModPhys.34.80 Bibcode: 1962RvMP...34...80L
- Löwdin, Per-Olov (1962). «The normal constants of motion in quantum mechanics treated by projection technique». Reviews of Modern Physics. 34 (3): 520–530. Bibcode:1962RvMP...34..520L. doi:10.1103/RevModPhys.34.520 Bibcode: 1962RvMP...34..520L
- Calais, Jean-Louis; Löwdin, Per-Olov (1962). «A simple method of treating atomic integrals containing functions of r12». Journal of Molecular Spectroscopy. 8 (1–6): 203–211. Bibcode:1962JMoSp...8..203C. doi:10.1016/0022-2852(62)90021-8 Bibcode: 1962JMoSp...8..203C
- Löwdin, Per-Olov (1963). «Wave and reaction operators in the quantum theory of many-article systems». Reviews of Modern Physics. 35 (3): 702–707. Bibcode:1963RvMP...35..702L. doi:10.1103/RevModPhys.35.702 Bibcode: 1963RvMP...35..702L
- Löwdin, Per-Olov (1963). «Proton tunneling in DNA and its biological implications». Reviews of Modern Physics. 35 (3): 724–732. Bibcode:1963RvMP...35..724L. doi:10.1103/RevModPhys.35.724 Bibcode: 1963RvMP...35..724L
- Löwdin, Per-Olov (1963). «Studies in perturbation theor: Part I. An elementary iteration-variation procedure for solving the Schrödinger equation by partitioning technique». Journal of Molecular Spectroscopy. 10 (1–6): 12–33. Bibcode:1963JMoSp..10...12L. doi:10.1016/0022-2852(63)90151-6 Bibcode: 1963JMoSp..10...12L
- Löwdin, Per-Olov (1964). «Angular momentum wavefunctions constructed by projector operators». Reviews of Modern Physics. 36 (4): 966–976. Bibcode:1964RvMP...36..966L. doi:10.1103/RevModPhys.36.966 Bibcode: 1964RvMP...36..966L
- Löwdin, Per-Olov (1964). «Studies in perturbation theory: Part VI. Contraction of secular equations». Journal of Molecular Spectroscopy. 14 (1–4): 112–118. Bibcode:1964JMoSp..14..112L. doi:10.1016/0022-2852(64)90106-7 Bibcode: 1964JMoSp..14..112L
- Löwdin, Per-Olov (1964). «Studies in perturbation theory: Part VII. Localized perturbation». Journal of Molecular Spectroscopy. 14 (1–4): 199–130. Bibcode:1964JMoSp..14..119L. doi:10.1016/0022-2852(64)90107-9 Bibcode: 1964JMoSp..14..199L
- Löwdin, Per-Olov (1964). «Studies in perturbation theory: Part VIII. Separation of Dirac equation and study of the spin-orbit coupling and Fermi contact terms». Journal of Molecular Spectroscopy. 14 (1–4): 131–144. Bibcode:1964JMoSp..14..131L. doi:10.1016/0022-2852(64)90108-0 Bibcode: 1964JMoSp..14..131L
- Löwdin, Per-Olov (1965). «Studies in perturbation theory. IX. connection between various approaches in the recent development - evaluation of upper bounds to energy eigenvalues in Schrödinger's perturbation theory». Journal of Mathematical Physics. 6 (8). 1341 páginas. Bibcode:1965JMP.....6.1341L. doi:10.1063/1.1704781 Bibcode: 1965JMP.....6.1341L
- Löwdin, Per-Olov (1965). «Studies in perturbation theory. X. Lower bounds to energy eigenvalues in perturbation-theory ground state». Physical Review. 139 (2A): A357–A372. Bibcode:1965PhRv..139..357L. doi:10.1103/PhysRev.139.A357 Bibcode: 1965PhRv..139..357L
- Löwdin, Per-Olov (1965). «Studies in perturbation theory. XI. Lower bounds to energy eigenvalues, ground state, and excited states». The Journal of Chemical Physics. 43 (10): S175–S185. Bibcode:1965JChPh..43..175L. doi:10.1063/1.1701483 Bibcode: 1965JChPh..43..175L
- Löwdin, Per-Olov (1966). «Quantum genetics and the aperiodic solid: Some aspects on the biological problems of heredity, mutations, aging and tumors in view of the quantum theory of the DNA molecule». Advances in Quantum Chemistry. Advances in Quantum Chemistry. 2: 213–360. Bibcode:1966AdQC....2..213L. ISBN 978-0-12-034802-2. doi:10.1016/S0065-3276(08)60076-3 Bibcode: 1966AdQC....2..213L
- Löwdin, Per-Olov (1967). «Group algebra, convolution algebra, and applications to quantum mechanics». Reviews of Modern Physics. 39 (2): 259–187. Bibcode:1967RvMP...39..259L. doi:10.1103/RevModPhys.39.259 Bibcode: 1967RvMP...39..259L
- Löwdin, Per-Olov (1967). «Quantum theory of time-dependent phenomena treated by the evolution operator technique». Advances in Quantum Chemistry. Advances in Quantum Chemistry. 3: 323–381. Bibcode:1967AdQC....3..323L. ISBN 978-0-12-034803-9. doi:10.1016/S0065-3276(08)60092-1 Bibcode: 1967AdQC....3..323L
- Löwdin, Per-Olov (1968). «Studies in perturbation theory XIII. Treatment of constants of motion in resolvent method, partitioning technique, and perturbation theory». International Journal of Quantum Chemistry. 2 (6): 867–931. Bibcode:1968IJQC....2..867L. doi:10.1002/qua.560020612
- Löwdin, Per-Olov (1968). «Some comments on the treatment of symmetry properties in perturbation theory». International Journal of Quantum Chemistry. 2 (S2): 137–150. Bibcode:1968IJQC....2..137L. doi:10.1002/qua.560020715
- MacIntyre, Walter M.; Löwdin, Per-Olov (1968). «Electronic energy of the DNA replication plane». International Journal of Quantum Chemistry. 2 (S2): 207–217. Bibcode:1968IJQC....2..207M. doi:10.1002/qua.560020720
- Berrondo, Manuel; Löwdin, Per-Olov (1969). «The projection operator for a space spanned by a linearly dependent set». International Journal of Quantum Chemistry. 3 (6): 767–780. Bibcode:1969IJQC....3..767B. doi:10.1002/qua.560030604
- Löwdin, Per-Olov (1969). «Some comments on the periodic system of elements». International Journal of Quantum Chemistry. 3 (S3A): 331–334. Bibcode:1969IJQC....3..331L. doi:10.1002/qua.560030737
- Löwdin, Per-Olov (1969). «some aspects of the hydrogen bond in molecular biology». Annals of the New York Academy of Sciences. 158: 86–95. Bibcode:1969NYASA.158...86L. doi:10.1111/j.1749-6632.1969.tb56215.x Bibcode: 1969NYASA.158...86L
- Löwdin, Per-Olov (1970). «On the nonorthogonality problem». Advances in Quantum Chemistry. Advances in Quantum Chemistry. 5: 185–199. Bibcode:1970AdQC....5..185L. ISBN 978-0-12-034805-3. doi:10.1016/S0065-3276(08)60339-1 Bibcode: 1970AdQC....5..185L
- Gruninger, John; Öhrn, Yngve; Löwdin, Per-Olov (1970). «Comments on the analysis of atomic correlation energies». The Journal of Chemical Physics. 52 (11): 5551. Bibcode:1970JChPh..52.5551G. doi:10.1063/1.1672824 Bibcode: 1970JChPh..52.5551G
- Löwdin, Per-Olov; Goscinski, Osvaldo (1970). «The exchange phenomenon, the symmetric group, and the spin degeneracy problem». International Journal of quantum Chemistry. 4 (S38): 533–591. doi:10.1002/qua.560040719
- Löwdin, Per-Olov (1971). «Some properties of inner projections». International Journal of quantum Chemistry. 5 (S4): 231–237. doi:10.1002/qua.560050725
- Laskowski, Bernard; Löwdin, Per-Olov (1972). «Treatment of constants of motion in the variation principle. Symmetry properties of variational wavefunctions». Chemical Physics Letters. 16 (1): 1–4. Bibcode:1972CPL....16....1L. doi:10.1016/0009-2614(72)80441-X Bibcode: 1972CPL....16....1L
- Löwdin, Per-Olov; Mukherjee, P. K. (1972). «Some comments on the time-dependent variation principle». Chemical Physics Letters. 14 (1): 1–7. Bibcode:1972CPL....14....1L. doi:10.1016/0009-2614(72)87127-6 Bibcode: 1972CPL....14....1L
- Ahlenius, T.; Calais, J.-L.; Löwdin, Per-Olov (1973). «Some comments on the construction of an orthonornal set of LCAO basis functions for crystals». Journal of Physics C: Solid State Physics. 6 (11): 1896. Bibcode:1973JPhC....6.1896A. doi:10.1088/0022-3719/6/11/016
- Laskowski, B.; van Leuven, P.; Löwdin, Per-Olov; Lowdin, P -O (1973). «Electron gas test for the alternant molecular orbital method». Journal of Physics C: Solid State Physics. 6 (18): 2777. Bibcode:1973JPhC....6.2777L. doi:10.1088/0022-3719/6/18/007
- Löwdin, Per-Olov (1980). «Molecular structure calculations». Advances in Quantum Chemistry. Advances in Quantum Chemistry. 12: 263–316. Bibcode:1980AdQC...12..263L. ISBN 978-0-12-034812-1. doi:10.1016/S0065-3276(08)60318-4
- Löwdin, Per-Olov (1980). «Introductory remarks to Nobel Symposium on many-body theory of atomic systems». Physica Scripta. 21 (3–4): 229. Bibcode:1980PhyS...21..229L. doi:10.1088/0031-8949/21/3-4/002
- Taurian, Oscar E.; Löwdin, Per-Olov (1981). «Some remarks on the projector associated with the intersection of two linear manifolds». Acta physica Academiae Scientiarum Hungaricae. 51 (1–2): 5–12. doi:10.1007/BF03155558
- Löwdin, Per-Olov (1982). «Partitioning technique, perturbation theory, and rational approximations». International Journal of Quantum Chemistry. 21 (1): 69–92. doi:10.1002/qua.560210105
- Löwdin, Per-Olov (1982). «On operators, superoperators, hamiltonians, and liouvillians». International Journal of Quantum Chemistry. 22 (S16): 485–560. doi:10.1002/qua.560220847
- Froelich, Piotr; Löwdin, Per-Olov (1983). «On the Hartree-Fock scheme for a pair of adjoint operators». Journal of Mathematical Physics. 24 (1): 88. Bibcode:1983JMP....24...88F. doi:10.1063/1.525605 Bibcode: 1983JMP....24...88L
- Löwdin, Per-Olov (1983). «On the stability problem of a pair of adjoint operators». Journal of Mathematical Physics. 25 (1). 70 páginas. Bibcode:1983JMP....24...70L. doi:10.1063/1.525604 Bibcode: 1983JMP....25...70L
- Löwdin, Per-Olov (1983). «On the Sanibel coefficients in the expansion of spin-projected Slater determinants». International Journal of Quantum Chemistry. 24 (1): 729–745. doi:10.1002/qua.560240615 Bibcode: 1983IJQC...24..729L
- Löwdin, Per-Olov (1984). «Some aspects on the relation between the natural sciences and the human mind: An introduction to a panel discussion on the origin of life and mind». International Journal of Quantum Chemistry. 26 (S11): 31–43. doi:10.1002/qua.560260705
- Löwdin, Per-Olov (1985). «On the connection between the resolvent methods and partitioning technique, rational approximation, and perturbation theory». Physica Scripta. 32 (4): 261. Bibcode:1985PhyS...32..261L. doi:10.1088/0031-8949/32/4/002
- Löwdin, Per-Olov (1985). «Some aspects on the Hamiltonian and Liouvillian formalism, the special propagator methods, and the equation of motion approach». Advances in Quantum Chemistry. Advances in Quantum Chemistry. 17: 285–334. Bibcode:1985AdQC...17..285L. ISBN 978-0-12-034817-6. doi:10.1016/S0065-3276(08)60305-6 Bibcode: 1985AdQC...17..285L
- Löwdin, Per-Olov (1986). «Some comments on the method of complex scaling to find physical resonance states». International Journal of Quantum Chemistry. 30 (S20): 743–748. doi:10.1002/qua.560300763
- Shik Kong, Young Shik; Jhon, Mu Shik; Löwdin, Per-Olov (1987). «Studies on proton transfers in water clusters and DNA base pairs». International Journal of Quantum Chemistry. 32 (S14): 189–209. doi:10.1002/qua.560320820
- Löwdin, Per-Olov (1992). «On linear algebra, the least squares method and the search for linear relations by regression analysis in quantum chemistry and other sciences». Advances in Quantum Chemistry. Advances in Quantum Chemistry. 23: 83. Bibcode:1992AdQC...23...83L. ISBN 978-0-12-034823-7. doi:10.1016/S0065-3276(08)60029-5 Bibcode: 1992AdQC...23...83L
- Löwdin, Per-Olov; Mayer, István (1992). «Some studies of the general Hartree-Fock method». Advances in Quantum Chemistry. Advances in Quantum Chemistry. 24: 79–114. Bibcode:1992AdQC...24...79L. ISBN 978-0-12-034824-4. doi:10.1016/S0065-3276(08)60101-X Bibcode: 1992AdQC...24...79L
- Löwdin, Per-Olov (1992). «Some aspects of objectivity and reality in modern science». Foundations of Physics. 22 (1): 41–105. Bibcode:1992FoPh...22...41L. doi:10.1007/BF01883380 Bibcode: 1992FoPh...22...41L
- Mayer, István; Löwdin, Per-Olov (1993). «Some comments of the general Hartree-Fock method». Chemical Physics Letters. 202 (1–2): 1–6. Bibcode:1993CPL...202....1M. doi:10.1016/0009-2614(93)85341-K
- Löwdin, Per-Olov (1993). «Some remarks on the resemblance theorems associated with various orthonormalization procedures». International Journal of Quantum Chemistry. 48 (4): 225–232. doi:10.1002/qua.560480403 Bibcode: 1993IJQC...48..225L
- Bartlett, Rodney J.; Deumens, Erik; Löwdin, Per-Olov; Micha, David A.; Monkhorst, Hendrik J.; Sabin, John R.; Trickey, Samuel B.; Zerner, Michael C. (1994). «On the occasion of Yngve Öhrn's 60th birthday». International Journal of Quantum Chemistry. 52 (S28): 3–5. doi:10.1002/qua.560520803
- Löwdin, Per-Olov (1996). «In memory of Jean-Louis Calais». International Journal of Quantum Chemistry. 57 (1): 1–2. doi:10.1002/qua.560570102
- Löwdin, Per-Olov (1997). «Some aspects on the development of the natural sciences and their importance for modern society and for our global environment». International Journal of Quantum Chemistry. 64 (2): 158–169. doi:10.1002/(SICI)1097-461X(1997)64:2<157::AID-QUA2>3.0.CO;2-V Bibcode: 1997IJQC...64..158L
- Löwdin, Per-Olov (1998). Some comments on the foundations of physics. [S.l.]: World Scientific. ISBN 981-02-2913-5
- Löwdin, Per-Olov (1998). «Some aspects on the Bloch-Lindgren equation and a comparison with the partitioning technique». Advances in Quantum Chemistry. Advances in Quantum Chemistry. 30: 415–432. Bibcode:1998AdQC...30..415L. ISBN 978-0-12-034830-5. doi:10.1016/S0065-3276(08)60520-1 Bibcode: 1998AdQC...30..415L
- Löwdin, Per-Olov (2001). «Quantum theory of cohesive properties of solids». Advances in Physics. 50 (6): 597–756. Bibcode:2001AdPhy..50..597L. doi:10.1080/00018730110102196 Bibcode: 2001AdPhy..50..597L